# Aleuroclava artocarpi
Aleuroclava artocarpi là một loài côn trùng cánh nửa trong họ Aleyrodidae, phân họ Aleyrodinae.
Aleuroclava artocarpi được Corbett miêu tả khoa học đầu tiên năm 1935.